# ميسر (قرية)
ميسر هي قرية تقع في المثلث الشمالي في إسرائيل. وكانت تُسمى سابقاً بخربة الشيخ ميسر, وهي إحدى القرى العربية التي صمدت أيام التهجير للمواطنين من قراهم سنة 1948م، وتقع في منطقة حيفا في دولة إسرائيل منذ 1948, كانت تقع في قضاء طولكرم سابقاً أيام الإنتداب البريطاني على فلسطين.ضمت القرية إلى إسرائيل في سنة 1948 بعد توقيع إتفاقية رودوس بين إسرائيل والأردن. والتي بموجبها ضمت قرى المثلث إلى إسرائيل.

## موقع القرية
تقع قرية ميسر ضمن أراضي قفين والتي تنتمي لمحافظة طولكرم، وعلى امتداد القسم الشمالي الغربي لأراضي قفين، وغرب طوباس من الجهة الغربية لحدود 1967 أو ما يسمى بالخط ألأخضر ومعاهدة رودوس (والتي خسرت بموجبها أغلب أراضيها)حيث يفصل القرية اليوم عن الامتداد الجغرافي لها مع قفين تجمع إستيطاني صهيوني ما يسمى بال«كيبوتس» وسُمي على اسم القرية بـ«كيبوتس ميتسر» والذي أُنشأ سنة 1953, وهنالك مستعمرة «شاعر منشيه» التي أقيمت سنة 1948, والتي تقع في الجهة الغربية للقرية وعلى امتداد أراضيها المنهوبة غرباً، ويفصلها ال«كيبوتس» أيضا عن امتدادها الجنوبي مع باقه الغربية وهنالك مستوطنة «حريش», والتي شرع بإقامتها بأواخر الثمانينات وأوائل التسعينات، وهي إحدى المدن التي أطلق عليها «ارائيل شارون» «شفعات هكوخبيم، أو السبعة مدن» والتي نادى بإقامتها في المثلث بين القرى العربية لقطع الامتداد الجغرافي بينها والذي حققته بالفعل هذه المستوطنة هو قطع الامتداد الجغرافي الشمالي للقرية مع قرية أم القطف. واليوم مع إستكمال مشروع «عابر إسرائيل أو ما يسمى بشارع 6» فقد حدت القرية تماماً من غربها وذلك بعد أن تم الإستيلاء على الغالبية العُظمى من أراضيها، والتي تعود ملكيتها بالأصل لسكان القرية وسكان بلدة قفين.

## أصل التسمية
كان يُطلق على القرية في السابق اسم "بئر الحمام" نسبة إلى بئر الماء الموجود بالقرية، ويأتي الاسم الأصلي للقرية تيمنا بالصحابي الجليل ميسر بن مسروق العبسي، والذي يُعتقد أنه مدفون فيها، هو من شجعان الصحابة شهد اليرموك وفتوح الشام. فهنالك ما يسمى بـِ«مقام ميسر» وهذا اسم يطلقه سكان المنطقة أَجمع على المقام الموجود بها.

## السكان والعائلات
يعود تاريخ القرية إلى ما قبل 170 عاماً، حيث سكنها آنذاك القلائل من السكان، ففي عام 1922 كان يسكنها (49 نسمة)، واليوم يسكنها حوالي (1,800-2,000) نسمة، وعدد بيوتها حوالي (300 بيت). وعدد العائلات التي تقطنها (9 عائلات) وهي:
- أبو رقيه
- عمارنه
- أبو عبيد
- أبو هدبه
- هرشة
- مصري
- عارضه
- أبو عمر
- شحاده

## الجغرافيا والمناخ
ترتفع القرية 70م عن سطح البحر، وتحيط القرية الجبال الحرجيه من كل جانب، فمنظرها خلاب ومناخها جذاب، ومناخها هو مناخ البحر الأبيض المتوسط الحار صيفاً والبارد شتاءً.

## التاريخ
سكنها الرومان من قبل وحفروا فيها بئر للماء وما تزال هذه البئر مصدر المياه الرئيسي للقرية، ويعود تاريخ المكتشفات الأثرية إلى عدة حقبات زمنية ابتدأ من الفترة الرومانية وحتى الفترات الإسلامية وتم العثور على أكثر من 40 بءراً خلال الإستكشافات الأثرية. ذلك بالإضافة إلى الطرق الرئيسية الهامة التي مرت بالقرب من قرية ميسر في العصور القديمة: الطريق المارة من مدينة قيسارية إلى مجدو ومنها شرقاً، وطريق البحر المارة من يما الأثرية (المعروفة باسم «ياحم») منها إلى جث, عرونه, مجدو وحتى سوريا.

## العمل
يعتاش أهلها على العمل خارجها وذلك بعد أن تركوا الزراعة والفلاحة، التي كانت مصدر عيشهم الرئيسي مع تربية المواشي.

## الإدارة
إدارياً هنالك لجنة محلية بالقرية، والتي يتم انتخابها، وهي التي تعمد إلى الاهتمام بالشؤون المحلية، ولا تتمتع هذه اللجنة بالصلاحيات المطلقة، فهي تمتد صلاحيتها من المجلس الإقليمي منشة والذي تتبع له القرية.

## المشاكل
في السنوات الأخيرة تعاني القرية من ضائقة التوسع الديموغرافي، حيث لا يوجد أراضي للبناء والإعمار بمسطح البناء الخاص بها، حيث تعمد السلطات على تضييق الخناق وعدم السماح بتراخيص بناء جديد وعدم توسيع هيكلها، بل إلى إلغاء ما قد تم السماح به.

## التعليم
يوجد في القرية مسجد واحد يقصده أهل القرية أجمعين، وهنالك مدرسة إقليمية يتم التعليم فيها من صفوف الأول ابتدائي حتى الثامن إعدادي، ويعاني طلابها من مشكلة الالتحاق بالمدارس الثانوية بالمنطقة لضيق المقاعد الأمر الذي يلحق بهم إلى التفرق إلى كمٍ من المدارس.